# ネッツトヨタ浜松
ネッツトヨタ浜松（ネッツトヨタ はままつ）は、静岡トヨタ自動車が展開するトヨタ自動車の自動車ディーラー及びそれをかつて運営していた企業。遠鉄グループ。

## 概要
2020年5月に開始されたトヨタ車全車種併売化に伴い、同年7月1日付で同じ遠鉄グループである静岡トヨタ自動車（以下静岡トヨタ）へ吸収合併された。静岡トヨタへの吸収合併後も、店舗名は維持されたが、2024年1月1日、屋号が廃止された。
静岡県浜松市中央区に本社を置き、遠州地方を中心にトヨタ自動車のネッツ店を展開していた。営業テリトリーは静岡県内安倍川以西で、新車販売店17店舗、U-Car3店舗の計20店舗の販売網を持っていた。

## 沿革
- 1967年 - 全国トヨタオート店の第一号店として設立
- 1970年8月6日 - 現在の浜松市中央区（旧南区）にサービス拠点を開設（後に、納車前整備拠点となる)[3]。
- 1998年8月18日 - ネッツトヨタ浜松に社名変更
- 2020年
  - 4月 - 浜松市南区（当時）から磐田市へ納車前整備拠点を移転することに伴い、袋井市以西は引き続きネッツトヨタ浜松が担当するが、掛川市以東は牧之原市にある静岡トヨタ配車センターに移管される予定[4]。
  - 7月1日 - 静岡トヨタを存続会社とした経営統合を実施、静岡トヨタ自動車（株）ネッツトヨタ浜松として、屋号及び店舗は継続
- 2024年
  - 1月1日 - ネッツトヨタ浜松の屋号を廃止。静岡トヨタに一本化。但し、藤枝市内の3店舗は、旧屋号を冠した店舗名を継続。[5]
  - 1月7日 - ホームページを閉鎖